# Balonggandu
Balonggandu is een bestuurslaag in het regentschap Karawang van de provincie West-Java, Indonesië. Balonggandu telt 13.366 inwoners (volkstelling 2010).